# 八一广场站
八一广场站位于中华人民共和国江西省南昌市东湖区和西湖区交界处的中山路与八一大道交叉口，八一广场西侧，是南昌地铁1号线、2号线的地铁换乘站，车站于2015年12月26日和1号线一同启用。

## 车站结构

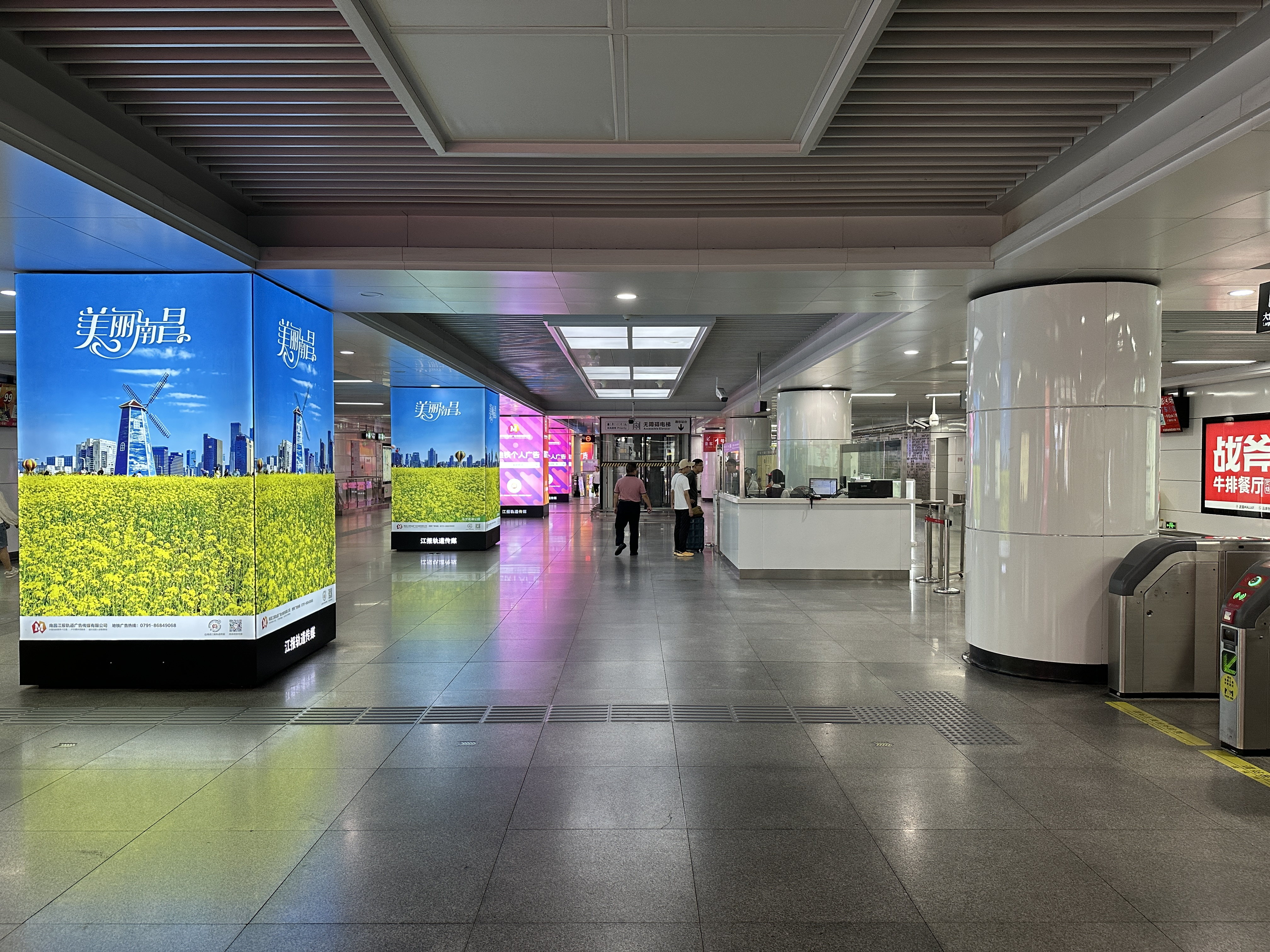
1号线站厅
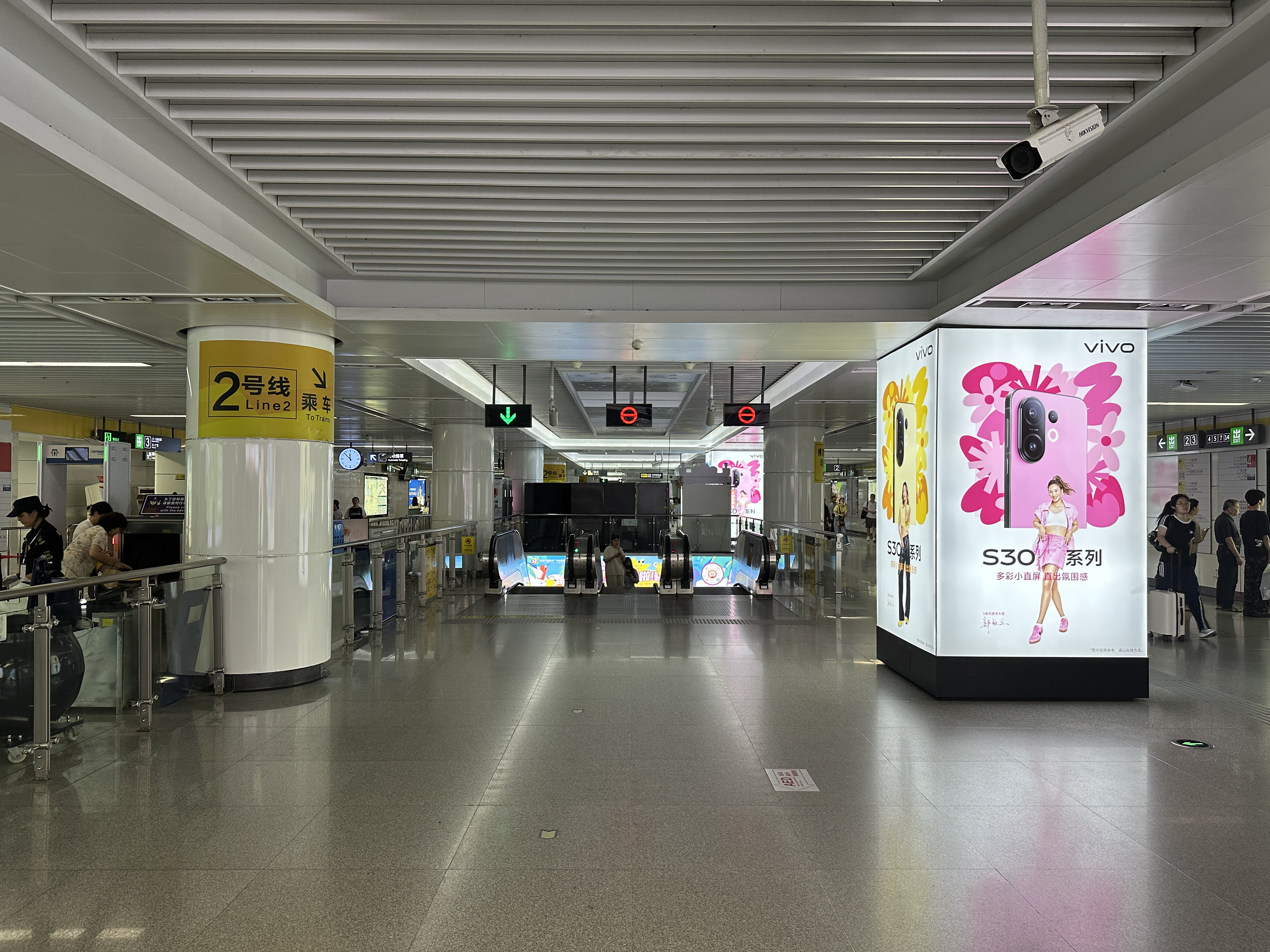
2号线站厅
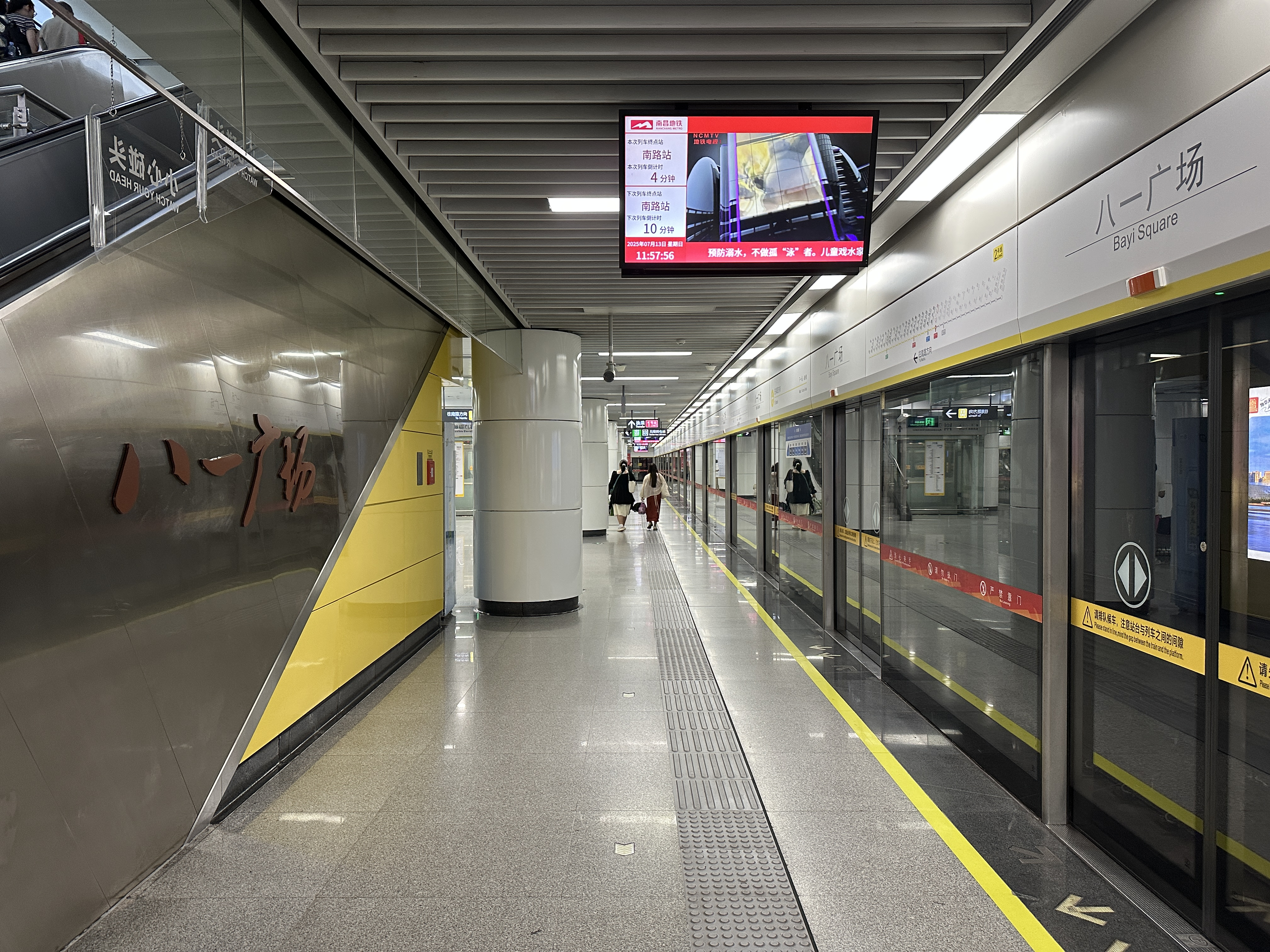
2号线站台

1号线站厅在地下一层，站台在地下三层为岛式站台；2号线站厅在地下一层和1号线连通，站台在地下二层为岛式站台:85。
站厅设有一面文化墙《回眸展望》，整体以信息时代数码为风格，同时穿插有八一起义纪念塔、绳金塔、滕王阁、摩天轮、双子塔等不同时代的元素，展现当代历史的变迁与对未来的畅想。

### 楼层
| 1层  | 地面               | 出入口                       |  |  |
| -1层 | 站厅               | 自动售票机、客服中心         |  |  |
| -2层 |                    | █ 2号线 往南路（福州路）     |  |  |
|      | 岛式站台，左侧开门 |                              |  |  |
|      |                    | █ 2号线 往南昌东站（永叔路） |  |  |
| -3层 |                    | █ 1号线 往昌北机场（八一馆） |  |  |
|      | 岛式站台，左侧开门 |                              |  |  |
|      |                    | █ 1号线 往麻丘（丁公路北）   |  |  |

### 出入口
本站共开放6个出入口，预留2个出入口。
| 编号                   | 指示                     | 照片 | 建议前往的目的地                 |
| ---------------------- | ------------------------ | ---- | -------------------------------- |
| 出口 · 2L · 升降机标志 | 八一广场                 |      | 八一大道、八一南昌起义纪念塔     |
| 出口 · 3L              | 八一广场                 |      | 八一大道                         |
| 出口 · 4L              | 八一大道东侧             |      | 八一广场、中山东路、广场北路     |
| 出口 · 5L · 升降机标志 | 中山路南侧               |      | 新华书店、梢瓜池巷、康王庙巷     |
| 出口 · 7L              | 八一大道东侧             |      | 万达广场、中山东路、南昌武商MALL |
| 出口 · 14L             | 中山路南侧，八一大道西侧 |      | 新华书店、江西省美术馆           |
| 註： 設有              |                          |      |                                  |

## 夜间接驳快车
本站有2号线夜间接驳快车服务。
|                    |            |    |            |                    |
| 夜间接驳快车       |            |    |            |                    |
| 往生米             | 往生米     | 时 | 往南昌东站 | 往南昌东站         |
| 周五、周末及节假日 | 周一到周四 | 时 | 周一到周四 | 周五、周末及节假日 |
| 43                 | 43 28 13   | 23 | 28 43 58   | 58                 |

## 历史
- 2009年6月2日《南昌市轨道交通1号线一期工程环境影响报告书（简本）》中本站名为八一广场站位于八一大道与中山路交叉口、八一广场下[8][9]。
- 2010年4月8日《南昌市轨道交通二号线一期工程环境影响报告书（简本）》中本站名为八一广场站[10][11]。
- 2010年8月5日南昌市轨道交通1号线一期工程初步设计审查会上对八一广场站进行了较大改动[4]。
- 2010年8月30日的1号线一期24个站点暂用名定为八一广场站[1]。
- 2010年12月15日1号线站名确定本站为八一广场站[12]。
- 2011年12月14日2号线一期21个站名公示时本站名为八一广场站[13]
- 2012年2月9日2号线站名确认，本站名为没有做任何变动[14]。
- 2013年8月15日2号线南昌市轨道交通二号线工程环境影响评价公示[15]，公布了《南昌市轨道交通二号线工程环境影响评价报告书》[3]。
- 2015年12月26日随1号线一期一同启用。
- 2016年12月9日2号线八一广场站主体结构施工完成[16]。
- 2019年6月30日2号线开通，新增2号、3号口，实现双线换乘。
- 2021年12月7日，8、9、14号出入口开放[17][18]。
- 2022年9月之前7号口开通，8、9号口关闭。[19]这些出入口均为临时性过街通道。[20]
- 2022年E1口开放（后删除编号），此口直达TOD新华书店[21]